# بشنوواچکی پرنگاوور
بشنوواچکی پرنگاوور (به لاتین: Bešenovački Prnjavor) یک منطقهٔ مسکونی در کرواسی است که در Sremska Mitrovica Municipality واقع شده‌است. بشنوواچکی پرنگاوور ۱۴۵ نفر جمعیت دارد.